# Manie Maritz
Mannie Maritz szül. Salomon Gerhardus Maritz (Kimberley, 1876. július 26. - Pretoria, 1940. december 20.) búr származású dél-afrikai katonatiszt. Részt vett az 1899-1902 között zajló második angol-búr háború küzdelmeiben és jelentős szerepet játszott az első világháború éveiben kitört búr felkelésben, melyre a szakirodalom gyakran vezetője után csak mint Maritz-felkelés hivatkozik.

## Élete
Maritz 1876-ban született Kimberley városában, az akkor brit gyarmatként fennálló Fokföld területén. Szülei Johannes Stephanus Maritz és Anna Coetzee voltak. Maritz életrajzában azt állította, hogy Gerrit Maritz búr vezető leszármazottja, aki a búrok nagy vándorlása (a groot trek) idején az északnak vonuló csoportokat irányította.
Tizenkilenc évesen Johannesburgba utazott, ahol nagybátyja alkalmazásában dolgozott kocsisként. A fiatal Maritz részt vett a város védelmében a Cecil Rhodes által kezdeményezett, a Transvaal Köztársaság ellen végrehajtott brit katonai betörés (Jameson-rajtaütés) során, melynek jutalmául nem sokkal később hivatalosan is megkapta a búr köztársaság állampolgárságát. Ezt követően csatlakozott a helyi rendvédelmi szerv, a Dél-afrikai rendőrség (Zuid-Afrikaansche Republiek Politie, ZARP) kötelékéhez.
Maritz egész életében rasszista volt és gyűlölte a feketéket. A második búr háborúban az angolok ellen harcolt. A háború végén a közvetlen parancsára Leliefonteinben levő metodista missziónál 35 színesbőrű hottentottát végeztek ki emberei. Két másik búr katonai vezető is követett el ugyanilyen mészárlásokat, akiket azonban a háború után kivégeztek. Maritz az angolok győzelme után rövid időre a Német Délnyugat-Afrikában keresett menedéket.
Egy ideig hol Európában, hol pedig Madagaszkáron élt. Dél-Afrikába való visszatérése során lótenyésztésbe fogott és jó kapcsolatokat épített ki Namíbiában a németekkel. A hererók és namakák ellen elkövetett tömeggyilkosságokban segédkezett is a németeknek. Ezután visszament Transvaalba, ahol őrizetbe vették, mert a búr háború után megtagadta a hűségesküt és emigrált. Ezért innen áttelepült Fokföldre, ahol belépett a rendőrség állományába.
Az első világháború kitörése előtt egy évvel a helyi polgárőrség hívta meg soraiba, amelynek eleget téve kiképzésen esett át és 1914 augusztusában már ezredesi rangban állt. Már 1913-tól kapcsolatba lépett a namíbiai német kormányzóval és puhatolózni kezdett egy britellenes német-búr együttműködés után, valamint bekapcsolódott a Koos de la Rey vezette összeesküvésbe, amelyhez Christiaan de Wet és Jan Kemp valamikori búr parancsnokok is csatlakoztak.
1914. szeptember 23-án Maritz parancsot kapott, hogy egységével induljon el Sandfonteinbe, ahol a németek erősen szorongatták a dél-afrikai csapatokat. Maritz ekkor megtagadta azt, hogy a németek ellen harcoljon, mire felettesei megpróbálták felmenteni tisztségéből és Pretoriába visszarendelni. Maritz ennek a parancsnak sem akart eleget tenni és október 9-én a felkelés kirobbantása mellett döntött. Másnap embereivel elfoglalta Keimoes városát. Ugyanakkor de Wet, Kemp és egy másik parancsnok Christian Beyers vezette búr katonák is fellázadtak, s több helyi fegyveres ellenállás is kibontakozott Dél-Afrikában, de a négy vezér és az elszórt fegyveres csoportok nem tudták összehangolni a hadműveleteket. A rövidesen megérkező dél-afrikai csapatokkal szemben Maritz alulmaradt a harcban, ráadásul ő maga is megsebesült és október 22-én német területre vonult vissza.
A felkelést februárig az ország teljes területén elfojtották, Kemp és de Wet is megadták magukat, Beyers pedig egy balesetben meghalt. A kormány azonban nem alkalmazott megtorlásokat a németekkel való háború miatt, helyette csak kisebb büntetéseket róttak ki. Maritz egy ideig külföldön bujdokolt: előbb Namíbiában volt, de 1916-ben el kellett hagynia az országot, mert teljesen megszállták a dél-afrikai és angol csapatok. Ezután az angolai Luandában, majd pedig Portugáliában élt (annak ellenére, hogy ekkorra már Portugália is hadban állt a németekkel). 1923-ban Mozambikban letartóztatták és visszavitték Dél-Afrikába, ahol árulásért 3 év börtönre ítélték. 1924-ben, amikor a választásokon búr nacionalista győzelem született három hónapra feltételesen szabadlábra került.
1930-tól Maritz elkezdett orientálódni a nácik és a hitleri Németország felé. 1939-ben megjelentette életrajzát My Lewe en Strewe (Életem és küzdelmeim) címmel, amit jelentős mértékben áthat Hitler Mein Kampf-ja is. Ebben a könyvében Maritz részletesen kifejti faji elfogultságát, a fekete őslakosok elleni gyűlöletét és a Hitler mintájára kialakult antiszemitizmusát is. A könyv miatt a náci propaganda és fajgyűlölet terjesztésével vádolták meg, de csak 75 fontos pénzbírságot kapott.
Maritz 1940-ben halt meg Pretoriában és a városi ún. Nyugati temetőben helyeztek örök nyugalomra.